# Malou Bergman
Pernilla Malou Bergman, född 12 november 1971 i S:t Matteus församling, Stockholm, är en svensk skådespelare.
I filmen Sökarna från 1993 spelar Bergman Jockes (Liam Norberg) flickvän Helen. Hon blir skjuten i filmen efter en tragisk incident som inträffar då Tony (Thorsten Flinck) sticker en kniv i Ray (Ray Jones IV).[källa behövs]
Hon har även gjort rollen som My i Rapport till himlen (1994).

## Filmografi
- 1993 – Sökarna
- 1994 – Rapport till himlen (TV-serie)